# Golshanichthys asiatica
Golshanichthys asiatica — вид панцирних риб ряду Артродіри (Arthrodira). Скам'янілі рештки виду знайдені в іранській провінції Керман. 